# Salix elaeagnos
Salix eleagnos là một loài thực vật có hoa trong họ Liễu. Loài này được Scop. miêu tả khoa học đầu tiên năm 1772.

## Hình ảnh

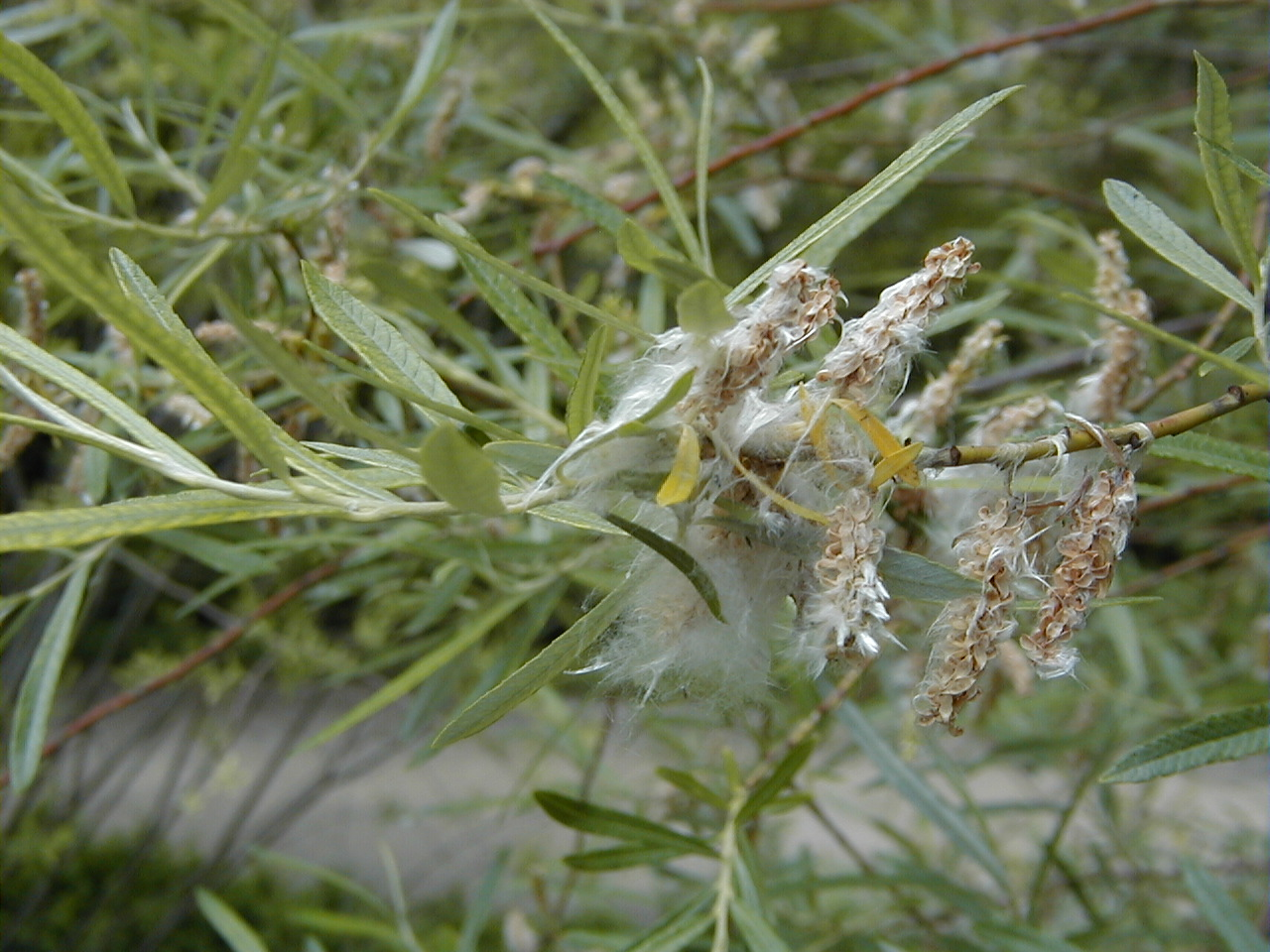
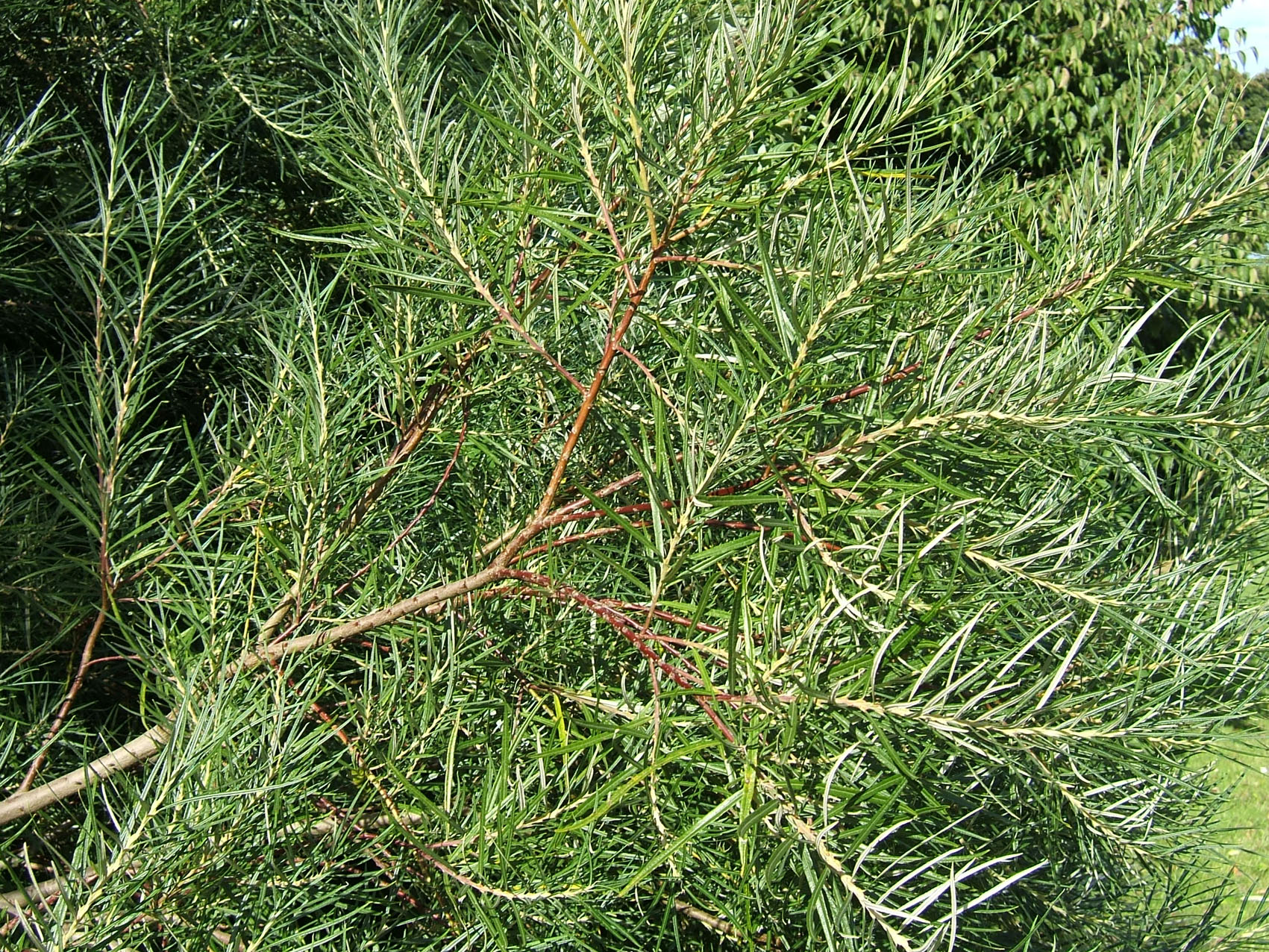
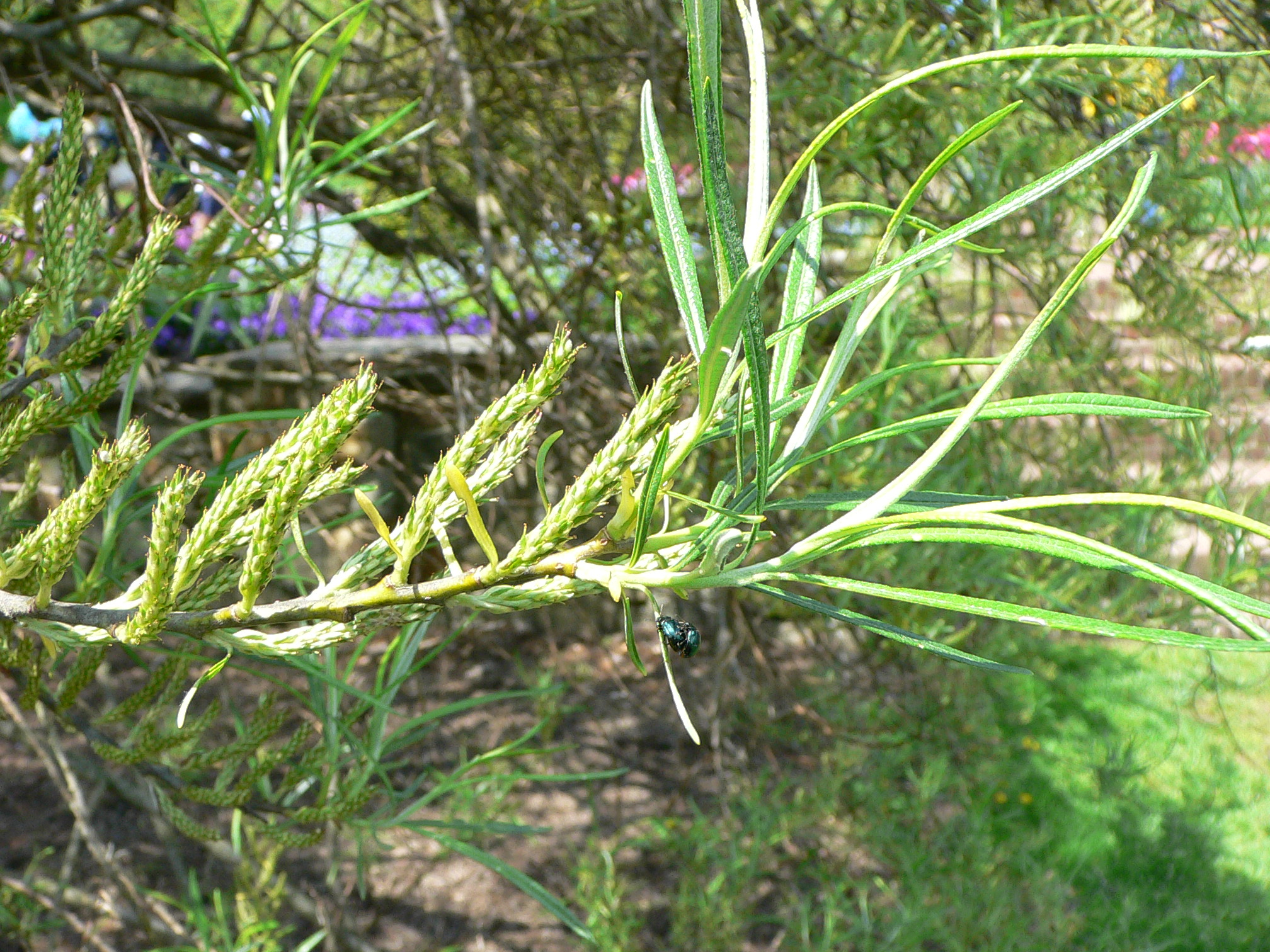
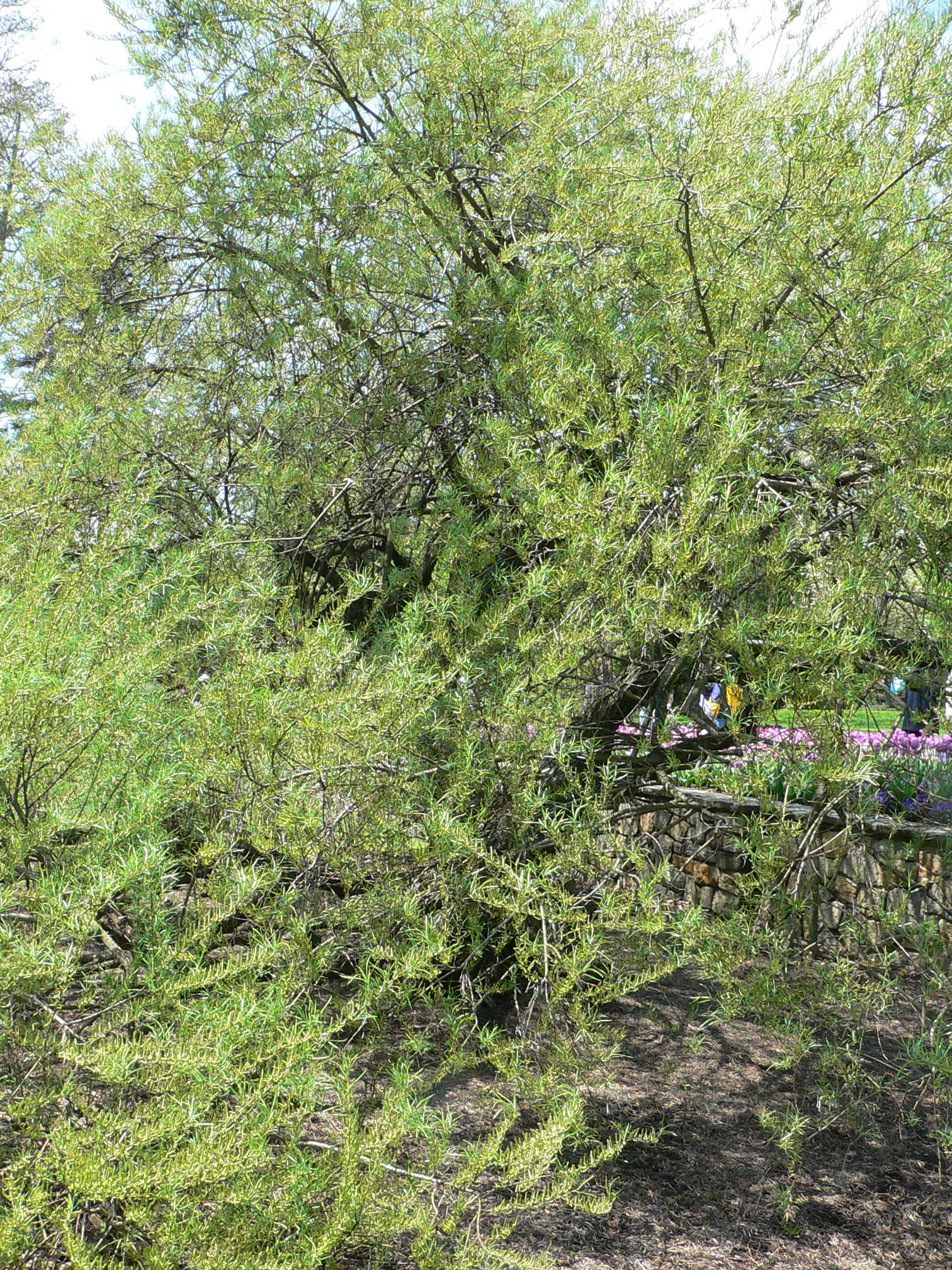